# Everest poker
Everest Poker är ett av Internets äldsta online-baserade pokerrum det ägs och drivs av Ultra Internet Media.
Finansiella transaktioner verkställda av spelare utanför USA handhas av UIM Financial Services.